# Libertad provisional (película)
Libertad provisional es una película española de drama estrenada el 19 de septiembre de 1976, dirigida por Roberto Bodegas y protagonizada en los papeles principales por Concha Velasco, Montserrat Salvador y Patxi Andión.
La película consiguió el "Premio Perla del Cantábrico" a la Mejor Película de Habla Hispana en el Festival Internacional de Cine de San Sebastián en 1976.

## Argumento
Alicia, vendedora de libros a domicilio que practica la prostitución para aumentar sus ingresos mensuales, y Manolo, un ex presidiario que desea integrarse en la sociedad, deciden compartir su vida partiendo de unos esquemas de libertad mutua. Conscientes de su marginación, intentan acceder a lo establecido, pero esto lleva consigo la semilla de su propio fracaso.

## Reparto
- Concha Velasco como Alicia.
- Patxi Andión como Manolo.
- Montserrat Salvador como Señora.
- Francisco Jarque como Cliente.
- Carlos Lucena como	Mecánico.
- Josep Ballester como Pau.
- Conchita Bardem como Julia.
- Damià Barbany como Chimi.
- Alfred Lucchetti como Luis.
- Carmen Liaño como Lola.
- Nadala Batiste como Antonia.
- Josep Minguell como Sacerdote.
- Josep Maria Domènech como Médico.